# Paramyxovirus

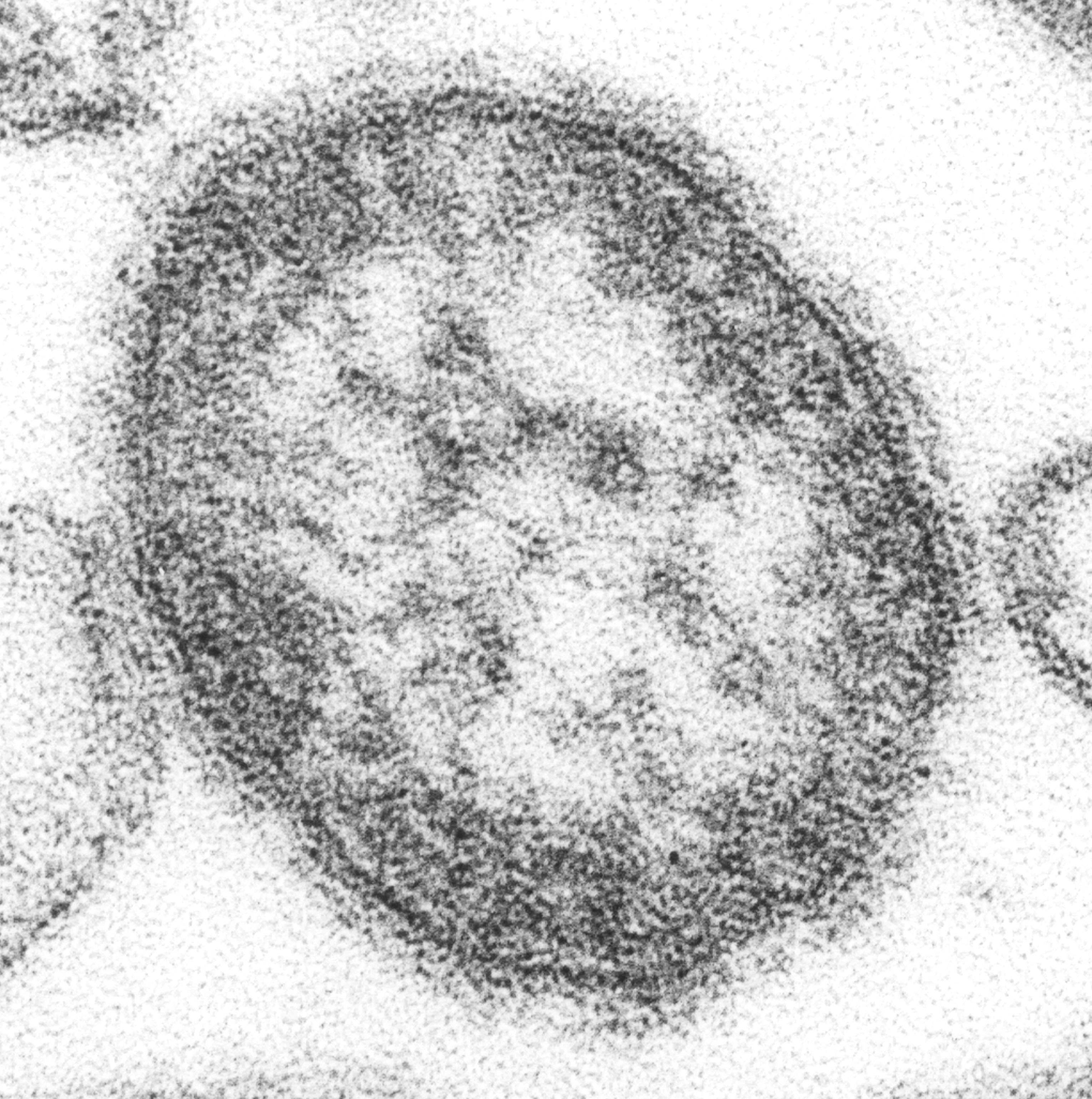
Het mazelenvirus

Paramyxovirussen (Paramyxoviridae) is een groep virussen met een enkelstrengs, lineair RNA-genoom. Ze hebben een icosahedrale structuur met een envelop. De vermeerdering van het virus gebeurt in het cytoplasma. Sommige bevatten de eiwitten neuraminidase en hemagglutinine, andere bevatten deze niet.
De familie van de Paramyxoviridae bevat 8 genera verdeeld over 2 subfamilies. De verdeling is als volgt:
- Paramyxovirinae
  - Respirovirus
  - Rubulavirus
  - Morbillivirus
  - Henipavirus
  - Avulavirus
  - "TPMV-like Viruses"
- Pneumovirinae
  - Pneumovirus (RS virus)
  - Metapneumovirus

In tegenstelling tot de Orthomyxovirussen zijn alle leden van de familie Paramyxoviridae antigeen zeer stabiel (geen antigene drifts of shifts).